# 12-Hydroxystearinsäure
12-Hydroxystearinsäure ist eine chemische Verbindung aus der Gruppe der substituierten Carbonsäuren und Hydroxycarbonsäuren.

## Gewinnung und Darstellung
12-Hydroxystearinsäure kann durch katalytische Hydrierung von Rizinusöl bzw. Rizinolsäure bzw. Destillation von hydrolysiertem, hydriertem Rizinusöl gewonnen werden. Für das Produkt aus Rizinusöl ist eine „typische Zusammensetzung“ des technischen Produktes 84–84,9 % 12-Hydroxystearinsäure, 8,3–9,5 % Stearinsäure, 5 % Triglyceride (Rizinusöl), <1–2 % Polyvinylstearat und 0,9–1 % Palmitinsäure. 12-Hydroxystearinsäure kann auch aus 2-Hexylcyclododecanon gewonnen werden. Dazu wird diese Verbindung mit einer Mischung von Peressig- und Permaleinsäure in Methylenchlorid oxidiert, was zur Bildung des Lactons der Hydroxystearinsäure führt. Bei anschließender alkalischer Hydrolyse entsteht Hydroxystearat, woraus Hydroxystearinsäure gewonnen werden kann.

## Eigenschaften
12-Hydroxystearinsäure ist ein kristalliner weißer Feststoff, der praktisch unlöslich in Wasser ist.

## Verwendung
12-Hydroxystearinsäure kann zur Herstellung von Organogelen auf Pflanzenölbasis verwendet werden. Es wird auch in Kosmetika, Wachsmischungen, Hochleistungsfetten, Polituren, Tinten und Schmelzklebstoffen, als Gleitmittel für Natur- und Synthesekautschuke und als Quelle für industrielle Oleochemikalien, sowie auch als Zwischenprodukt für Pharmazeutika eingesetzt. Es findet Anwendung in Form ihrer Metallsalze, der 12-Hydroxystearate, z. B. als Co-Stabilisator in der Polymertechnik.